# Estoig

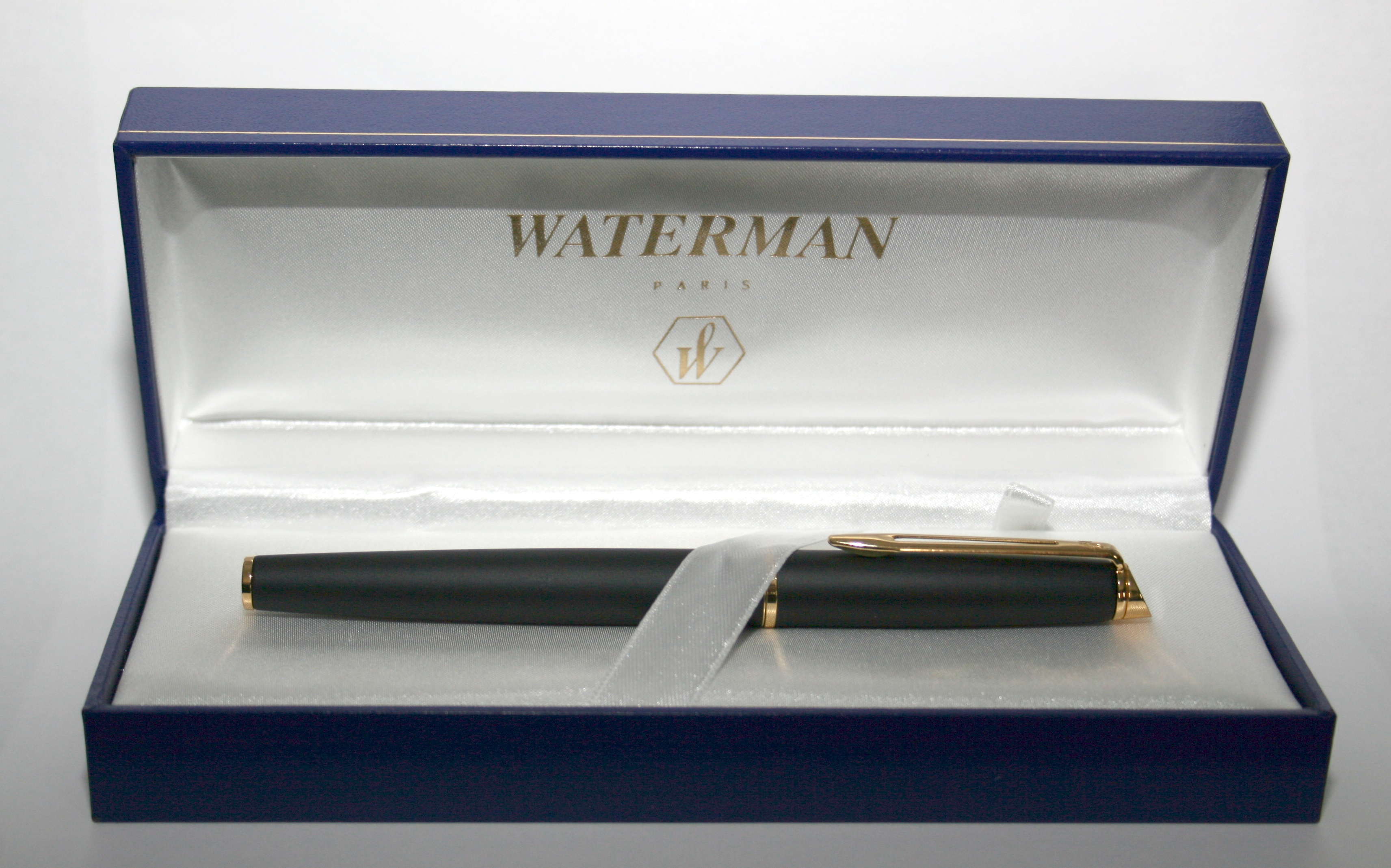
Estoig per a una ploma estilogràfica.

Un estoig és una capsa o petit recipient usat per a guardar coses de forma ordenada. Generalment, s'utilitza per a objectes de petites dimensions i de cert valor: joies, rellotges, plomes estilogràfiques, etc. A vegades, compten amb un condicionador interior que immobilitza i presenta l'objecte.
En el sector de l'embalatge, es denomina genèricament estoig a tot embalatge de petites dimensions. El material de fabricació pot ser qualsevol: fusta, plàstic, cartró ondulat, etc. Per exemple, es considera estoig a l'envàs per a una o dues ampolles de vi o un paquet de cigars. No obstant això, el material de fabricació més habitual és el cartonet. Així, es denominen estoigs a les caixes per a medicaments, perfums, bombons, colònies, etc. La impressió que s'empra és d'alta qualitat utilitzant la tècnica offset a la qual se solen afegir tractaments especials com relleus, stampings o vernissos ultraviolat.
En moltes ocasions, i depenent de l'objecte, l'estoig compta amb un folrat intern per a evitar el maltractament a l'objecte a ser cuidat. El folre interior pot ser esponjós per a ajudar a esmorteir l'impacte en cas que, per exemple, caigués l'estoig amb l'objecte dins o durant el seu transport. A més, el folre sol ser suau per a evitar ratllar o alterar l'acabat extern dels objectes.